# Festival de Desenhos
Festival de Desenhos foi um programa de televisão infantil brasileiro produzido e exibido pela TV Globo entre 1981 e 2015. De 2002 à 2015, o programa infantil era transmitido pela TV Globo (parabólica analógica) na faixa do Praça TV 1ª Edição.

## História

### 1981–2000
O bloco estreou em 1981 aos domingos na Rede Globo, exibindo uma variedade de desenhos que sobravam no seu acervo. O bloco era um tapa-buraco: quando sobrava espaço na programação, era escalado o Festival de Desenhos.

### 2001–2003
Em 2001, o programa passou a ser exibido aos sábados no lugar do Xuxa Park (que saiu do ar devido a um incêndio que ocorreu durante as gravações do especial de Carnaval do programa e acabou sendo extinto). Teve a apresentação de Deborah Secco até 11 de janeiro de 2003, época em que a apresentadora passou a se dedicar integralmente à novela O Beijo do Vampiro, da qual fazia parte do elenco desde agosto de 2002. O programa foi então substituído pela TV Globinho em 18 de janeiro, que passou a ser apresentada também aos sábados, com apresentação de Graziella Schmitt.

### 2007–2008
Em 2007, durante o Pan-Americano do Rio, foi exibido várias vezes por conta de espaços sobrando na programação. No mesmo ano, voltou a ser exibido diariamente, porém como tapa-buraco para o Corujão, que se encerrava entre 04h45 e 04h50. Quando sobrava um espaço maior, era exibido no lugar, um seriado. De vez em quando, era exibido após o Intercine, dependendo do tamanho do filme que a sessão exibia. No ano de 2007, também ficou fixo na grade matutina, porém, sem apresentação, de 30 de julho a 07 de dezembro, indo ar antes do Sítio do Picapau Amarelo e da TV Xuxa. Nessa fase eram exibidos principalmente os desenhos da Disney, como A Pequena Sereia e  O Point do Mickey. 

### 2009–2015
Em 2009, passou a ser exibido também como tapa-buraco para o Globeleza, quando ocorriam términos antes do tempo determinado na programação. O mesmo fato ocorreu em 2010 e, de lá para cá, o bloco por si permanecia como tapa-buraco após o Corujão. Na manhã de Natal e na virada do ano de 2013 para 2014, foram exibidos especiais de Natal e de Ano-Novo dentro do programa.
Em 2014, com a Globo diminuindo cada vez mais o espaço infantil da sua programação, a emissora resolveu tirar o tapa-buraco de vez das madrugadas. Em seu lugar, foi posto o seriado Mentes Criminosas.
Em 2015, já estaria prevista a extinção da TV Globinho. Se aproveitando disso, a emissora resolveu extinguir de vez o Festival de Desenhos.

## Desenhos exibidos
- Kipper
- Heavy Gear ( Luta de robôs )
- Luluzinha
- A Pequena Sereia
- Mundo Louco De Tex Avery
- Os Novos Caça-Fantasmas
- Pokémon (temporada 7)
- Shinzo
- Transformers: Armada
- A Turma do Pateta
- Quack Pack (Pato Donald e Seus Sobrinhos)
- Turminha Da Sala 402
- Uma Robô Adolescente
- Tropas Estelares
- As Trigêmeas
- Timão e Pumba
- O Segredo Dos Animais
- MIB: Homens De Preto
- Rocket Power
- Rugrats: Os Anjinhos
- Rugrats Crescidos
- Kick Buttowski: Um Projeto De Dublê
- As Aventuras de Brandy e Sr. Bigodes
- Sonic X (3ª temporada)
- Faísca e Fumaça
- Capitão Planeta
- Beyblade
- Hércules
- Phineas e Ferb
- Buzz Lightyear do Comando Estelar
- Homem-Aranha: Ação Sem Limites
- Os Incríveis Espiões
- Kim Possible
- Betty Atômica
- As Aventuras de Mickey e Donald
- Star Wars: A Guerra Dos Clones
- Pucca
- Super Esquadrão Dos Macacos Robôs Hiper Força Já!
- Robotboy
- Oggy e as Baratas Tontas
- Darkwing Duck
- Aladdin
- Medabots
- Yin Yang Yo!
- Mighty Morphin Power Rangers
- Power Rangers Turbo
- As Novas Aventuras de Gasparzinho

## Programas relacionados
- TV Globinho